# دوروتی پوینتون-هیل
دوروتی پوینتون-هیل (انگلیسی: Dorothy Poynton-Hill؛ ۱۷ ژوئیه ۱۹۱۵ – ۱۸ مه ۱۹۹۵) شیرجه‌رو اهل ایالات متحده آمریکا بود.
وی در مسابقات کشوری و بین‌المللی در مجموع برندهٔ ۲ مدال طلا، ۱ مدال نقره، ۱ مدال برنز شده‌است.